# Qendër Piskovë
Qendër Piskovë je obec v okresu Gjirokastër, kraji Gjirokastër, jižní Albánii.